# Ulus-Kert
Koordinaten: 42° 59′ N, 45° 46′ O
Ulus-Kert (russisch und tschetschenisch Улус-Керт) ist ein Dorf (selo) in der Republik Tschetschenien in Russland.
Der Ort liegt im Schatoiski rajon rund 35 Kilometer südlich von Grosny.
In der Periode der Deportation der gesamten tschetschenischen Bevölkerung nach Zentralasien und des Verlustes der tschetschenischen Autonomie von 1944 bis 1957 trug das Dorf den russischen Namen Trjochgorje (Трёхгорье). Im Jahr 2000 war Ulus-Kert Schauplatz der Schlacht um Höhe 776 des Zweiten Tschetschenienkriegs.